# Méthamis
Méthamis [metamis] est une commune française située dans le département de Vaucluse, en région Provence-Alpes-Côte d'Azur.
Ses habitants sont les Méthamissiens et les Méthamissiennes.

## Géographie

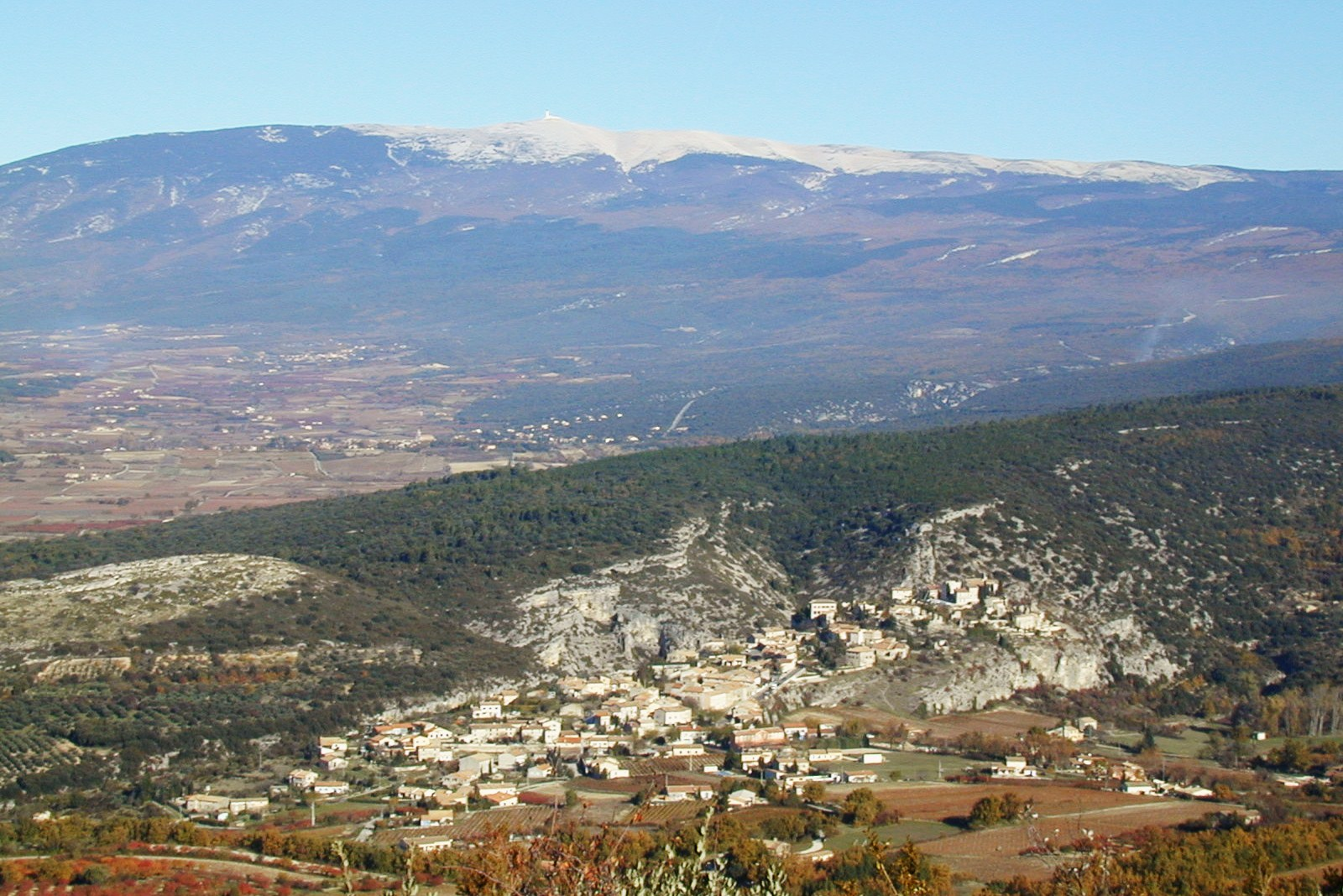
Méthamis et le mont Ventoux.

Méthamis est un village type provençal du Comtat Venaissin, construit à flanc de rocher à la sortie des gorges de la Nesque et accolé aux contreforts des monts de Vaucluse, entre le Luberon et le mont Ventoux.
| Malemort-du-Comtat | Blauvac  |         |
|                    | Méthamis | Monieux |
| Venasque           | Murs     | Lioux   |

### Accès et transports
La route départementale 5 traverse la commune d'est en ouest. L'autoroute le plus proche est l'autoroute A7 et la gare TGV celle d'Avignon. La ville de Carpentras est située à 17 kilomètres.

### Sismicité
Les cantons de Bonnieux, Apt, Cadenet, Cavaillon et Pertuis sont classés en zone Ib (risque faible). Tous les autres cantons du département de Vaucluse, dont celui de Mormoiron auquel appartient la commune, sont classés en zone Ia (risque très faible). Ce zonage correspond à une sismicité ne se traduisant qu'exceptionnellement par la destruction de bâtiments.

### Hydrographie
Passage de la Nesque.

### Climat
Pour des articles plus généraux, voir Climat de Provence-Alpes-Côte d'Azur et Climat de Vaucluse.
En 2010, le climat de la commune est de type climat méditerranéen altéré, selon une étude du Centre national de la recherche scientifique s'appuyant sur une série de données couvrant la période 1971-2000. En 2020, Météo-France publie une typologie des climats de la France métropolitaine dans laquelle la commune est dans une zone de transition entre le climat de montagne et le climat méditerranéen et est dans la région climatique  Provence, Languedoc-Roussillon, caractérisée par une pluviométrie faible en été, un très bon ensoleillement (2 600 h/an), un été chaud (21,5 °C), un air très sec en été, sec en toutes saisons, des vents forts (fréquence de 40 à 50 % de vents > 5 m/s) et peu de brouillards. 
Pour la période 1971-2000, la température annuelle moyenne est de 13 °C, avec une amplitude thermique annuelle de 17,1 °C. Le cumul annuel moyen de précipitations est de 784 mm, avec 6,1 jours de précipitations en janvier et 3,1 jours en juillet. Pour la période 1991-2020, la température moyenne annuelle observée sur la station météorologique de Météo-France la plus proche, « Murs », sur la commune de Murs à 7 km à vol d'oiseau, est de 13,3 °C et le cumul annuel moyen de précipitations est de 757,8 mm. 
La température maximale relevée sur cette station est de 42,4 °C, atteinte le 28 juin 2019 ; la température minimale est de −13,2 °C, atteinte le 12 février 2012,,. 
Les paramètres climatiques de la commune ont été estimés pour le milieu du siècle (2041-2070) selon différents scénarios d'émission de gaz à effet de serre à partir des nouvelles projections climatiques de référence DRIAS-2020. Ils sont consultables sur un site dédié publié par Météo-France en novembre 2022.

#### Le mistral
Dans cette commune qui produit des ventoux (AOC), aucun vigneron ne se plaint du mistral - même violent, car celui-ci a des avantages bénéfiques pour le vignoble. Il élimine toute humidité superflue après les orages, dégage le ciel et lui donne sa luminosité, préserve les vignes de nombre de maladies cryptogamiques et les débarrasse d'insectes parasites.

## Urbanisme

### Typologie
Au 1er janvier 2024, Méthamis est catégorisée commune rurale à habitat dispersé, selon la nouvelle grille communale de densité à sept niveaux définie par l'Insee en 2022.
Elle est située hors unité urbaine. Par ailleurs la commune fait partie de l'aire d'attraction de Carpentras, dont elle est une commune de la couronne,. Cette aire, qui regroupe 21 communes, est catégorisée dans les aires de 50 000 à moins de 200 000 habitants,.

### Occupation des sols
L'occupation des sols de la commune, telle qu'elle ressort de la base de données européenne d’occupation biophysique des sols Corine Land Cover (CLC), est marquée par l'importance des forêts et milieux semi-naturels (87,7 % en 2018), une proportion sensiblement équivalente à celle de 1990 (88,3 %). La répartition détaillée en 2018 est la suivante : 
forêts (74,2 %), milieux à végétation arbustive et/ou herbacée (13,5 %), zones agricoles hétérogènes (5,9 %), cultures permanentes (4,6 %), prairies (1,1 %), zones urbanisées (0,7 %). L'évolution de l’occupation des sols de la commune et de ses infrastructures peut être observée sur les différentes représentations cartographiques du territoire : la carte de Cassini (XVIIIe siècle), la carte d'état-major (1820-1866) et les cartes ou photos aériennes de l'IGN pour la période actuelle (1950 à aujourd'hui).

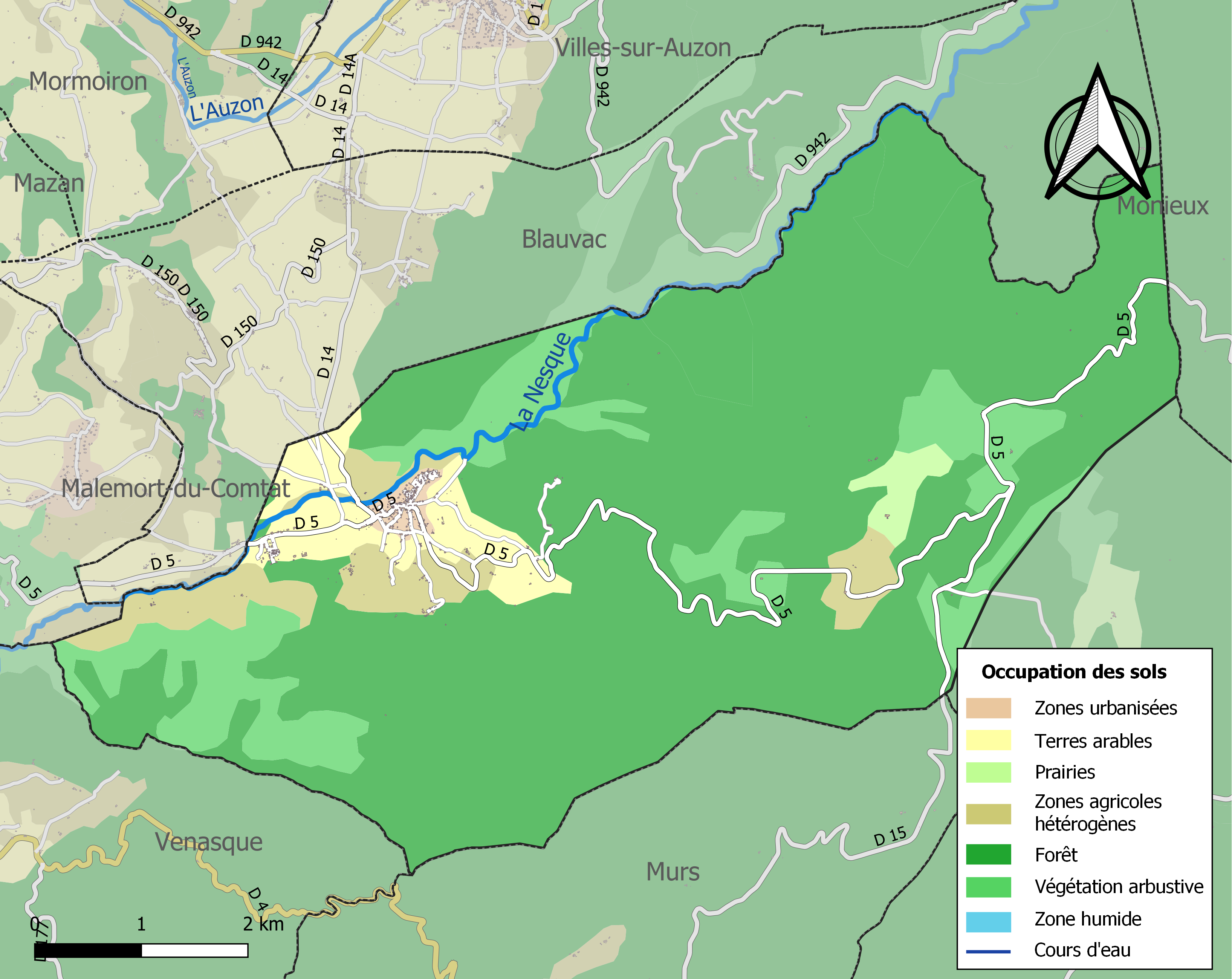
Carte des infrastructures et de l'occupation des sols de la commune en 2018 (CLC).

## Toponymie
Le nom attesté le plus ancien du village date de 1206 et est celle de « Nometana ». En 1253 et 1313, le village est surnommé « Nometamiis ». En 1414, sur un cadastre, il est dénommé « Nometameis ». Malgré de nombreuses appellations, la racine est la même et viendrait du gaulois « Nemeton » qui signifie « sanctuaire, temple, lieu sacré ».

## Histoire

### Préhistoire et Antiquité
Une présence importante tout au cours du Néolithique a été identifiée sur tout le territoire de la commune. Les sites de Sous Roque Plane et Génestriers ont fourni un outillage lithique très diversifié. Quant à l'Abri de l'église, dans les gorges de la Nesque, il a été constamment occupé du Néolithique ancien jusqu'au Moyen Âge.
Durant l'indépendance gauloise, le territoire de la commune se trouvait sur celui de la tribu gauloise des Meminii dans la confédération des Cavares.
La colonisation romaine a fourni une tête de marbre, un cippe épigraphique et une monnaie d'argent d'Auguste.
Lors de fouilles en 1987 au lieu-dit le clos Sainte-Ursume dans le massif des Auzières, à la limite des communes de Blauvac et Méthamis, un sanctuaire antique dédié au dieu Mars a été découvert sur l'emplacement d'une ancienne chapelle. L'occupation de ce sanctuaire est attestée entre le Ier siècle av. J.C et le IVe siècle ap. J.C. Sur ce lieu, des lampes à huile et deux dédicaces ont été découverts. Ces dernières sont dédiés au dieu Mars.
Sur la dédicace la mieux conservée, il est écrit : M(arti), u(otum) s(oluit) l(ibens) m(erito), M(arcus) Acilius Aui+ [pro fili]o su[o] RO+. Dont la traduction serait : À Mars, Marcus Acilius Av... (sûrement Avitius devant la similarité avec un épigraphe à Saint-Didier) s'est acquitté de son vœu de bon gré, à bon droit ... pour son fils (?)....

### Moyen Âge
La première citation du village est attestée en 1206. Il est alors dénommé « Nometana ». Fief des Alphanti au XIIIe siècle puis des Thézan du XVe siècle à la Révolution, la commune eut à subir les guerres de religion.
Très peu peuplée au Moyen Âge, avec une vingtaine de maisons (soit moins de 100 habitants), Méthamis avait néanmoins construit une muraille pour se protéger.

### Période moderne
Méthamis fut prise et occupée par les protestants en 1563.
Le 12 août 1793 fut créé le département de Vaucluse, constitué des districts d'Avignon et de Carpentras, mais aussi de ceux d'Apt et d'Orange, qui appartenaient aux Bouches-du-Rhône, ainsi que du canton de Sault, qui appartenait aux Basses-Alpes. Il y a alors 767 Méthamisiens.
En 1924, les mines de Lignite à proximité du village ferment une première fois avant d'être rachetées par la société des Plâtrières du Vaucluse jusqu'à qu'elles soient définitivement abandonnées en 1958.

### Période contemporaine
Au cours des XIXe et XXe siècles, Méthamis a malheureusement souffert de l'exode rural. Aujourd'hui, le village reprend vie grâce à la qualité de sa production viti-vinicole. En 1900, apparaît pour la première fois l’appellation « côtes-du-ventoux ». Ces vins sont ensuite classés en « vins délimités de qualité supérieure » (VDQS) dès 1953 et accèdent enfin à l’AOC le 27 juillet 1973 (ventoux).

### Héraldique
| Armes de Méthamis | Les armes peuvent se blasonner ainsi : Écartelé : au premier et au quatrième d'or à la bande d'azur, au deuxième et au troisième de gueules plain ; sur le tout d'argent à la croix cléchée, vidée et pommetée de douze pièces de gueules. |

## Politique et administration
| Période                                  | Période   | Identité                   | Étiquette        | Qualité      |
| ---------------------------------------- | --------- | -------------------------- | ---------------- | ------------ |
| vers 1945                                | vers 1957 | Paul Gassin                |                  |              |
| vers 1957                                | 1988      | Hélène Grandpierre         | Parti socialiste | Institutrice |
| 1988                                     | mars 2001 | Roger Brès                 | Divers droite    | Agriculteur  |
| mars 2001                                | mars 2008 | Marie-Hélène Dacos-Burgues | Divers gauche    | Professeur   |
| mars 2008                                | mai 2020  | Claude Pages               | PCF              | Postier      |
| mai 2020                                 | présent   | Jean-Marc Teste            |                  |              |
| Les données manquantes sont à compléter. |           |                            |                  |              |

La commune de Methamis, qui était du comtat Venaissin dans les états pontificaux en 1789, est passée dans le département des Bouches-du-Rhône en 1792, puis dans celui de Vaucluse en 1793, dans le district de Carpentras et le canton de Venasque, puis en 1801 dans le canton de Mourmoiron ou Mormoiron.

## Démographie
L'évolution du nombre d'habitants est connue à travers les recensements de la population effectués dans la commune depuis 1793. Pour les communes de moins de 10 000 habitants, une enquête de recensement portant sur toute la population est réalisée tous les cinq ans, les populations de référence des années intermédiaires étant quant à elles estimées par interpolation ou extrapolation. Pour la commune, le premier recensement exhaustif entrant dans le cadre du nouveau dispositif a été réalisé en 2005.

En 2022, la commune comptait 453 habitants, en évolution de +5,84 % par rapport à 2016 (Vaucluse : +1,73 %, France hors Mayotte : +2,11 %).
| 1793 | 1800 | 1806 | 1821  | 1831  | 1836  | 1841 | 1846 | 1851 |
| ---- | ---- | ---- | ----- | ----- | ----- | ---- | ---- | ---- |
| 767  | 807  | 844  | 1 055 | 1 020 | 1 020 | 955  | 840  | 861  |

| 1856 | 1861 | 1866 | 1872 | 1876 | 1881 | 1886 | 1891 | 1896 |
| ---- | ---- | ---- | ---- | ---- | ---- | ---- | ---- | ---- |
| 856  | 861  | 836  | 767  | 751  | 681  | 631  | 596  | 542  |

| 1901 | 1906 | 1911 | 1921 | 1926 | 1931 | 1936 | 1946 | 1954 |
| ---- | ---- | ---- | ---- | ---- | ---- | ---- | ---- | ---- |
| 484  | 457  | 465  | 481  | 344  | 355  | 294  | 265  | 303  |

| 1962 | 1968 | 1975 | 1982 | 1990 | 1999 | 2005 | 2006 | 2010 |
| ---- | ---- | ---- | ---- | ---- | ---- | ---- | ---- | ---- |
| 297  | 287  | 282  | 330  | 352  | 397  | 399  | 395  | 396  |

| 2015 | 2020 | 2022 | - | - | - | - | - | - |
| ---- | ---- | ---- | - | - | - | - | - | - |
| 427  | 446  | 453  | - | - | - | - | - | - |

## Économie

### Agriculture
L'agriculture est principalement concentrée sur la partie ouest de la commune. On y trouve la culture de fruitiers, mais aussi de vignes, qui constituent une des importantes ressources économiques de la zone. On y cultive essentiellement du raisin de table, notamment du muscat de Hambourg qui est produit sous l'appellation AOC et AOP muscat du Ventoux. On trouve aussi divers cépages de cuve qui donnent naissance au vin AOC ventoux (anciennement côtes-du-ventoux).

### Tourisme
La plaine du Comtat bénéficie de l'attrait touristique qu'engendre l'histoire de ses villages, le mont Ventoux qui la domine au sud de son relief particulier, la richesse de ses sols et le résultat de son agriculture (œnotourisme en plein développement) et bien sûr son ensoleillement.

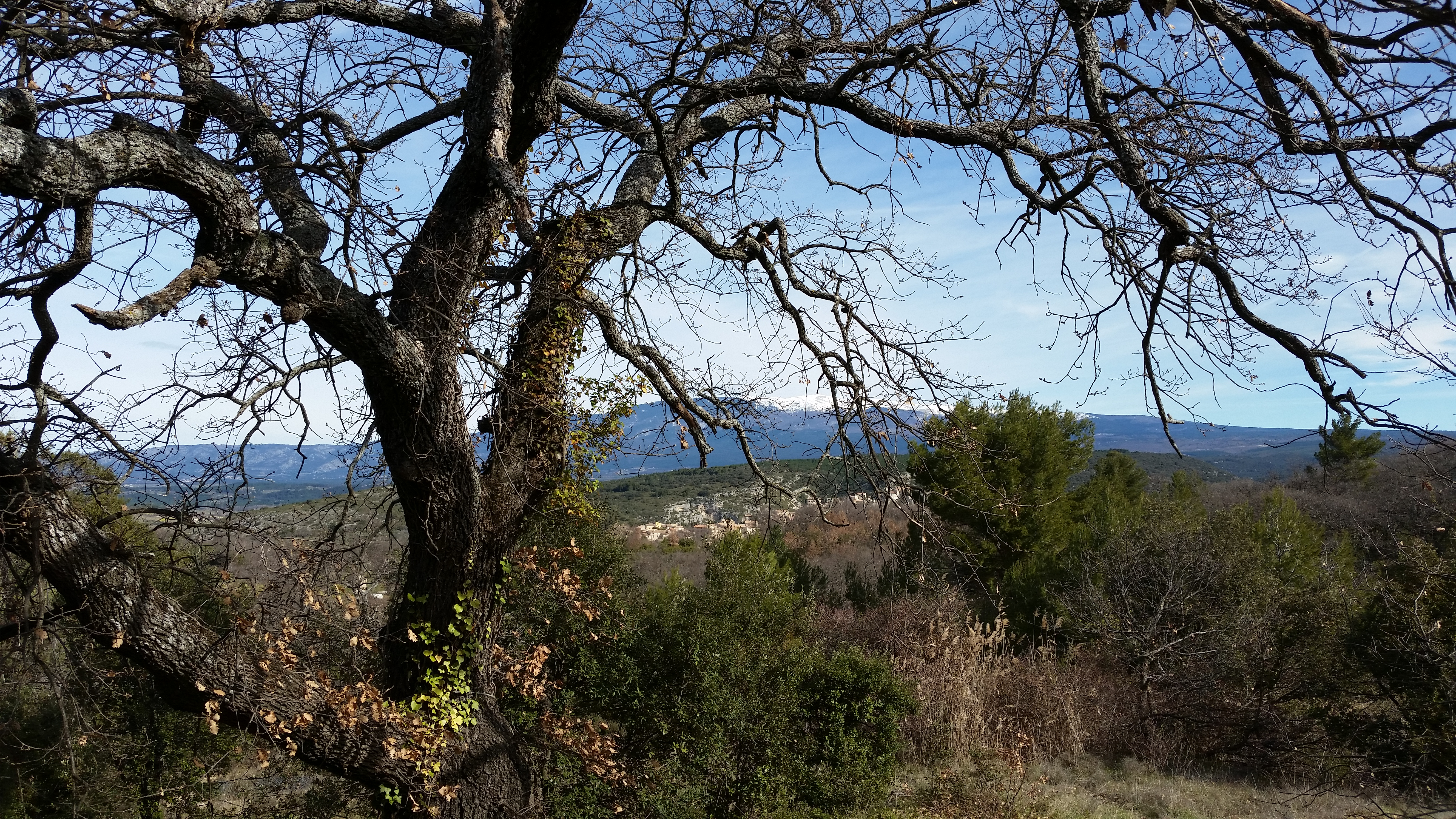
Le mont Ventoux et le village de Méthamis.

L'on peut aussi ajouter à cela les gorges de la Nesque.

## Équipements ou Services

### Enseignement
Les collèges et lycées (classique ou d'enseignement professionnel) se trouvent sur Carpentras et Mazan.

### Sports
Le cadre des Monts de Vaucluse et des gorges de la Nesque sont propices aux randonnées pédestres, cyclotouristiques, VTT et moto, ainsi qu'à la pratique de l'escalade.

### Santé
Pas de pharmacie ni d'équipement particulier de santé. Les spécialistes, hôpitaux et cliniques se trouvent à Carpentras.

## Lieux et monuments
Le village possède en son sommet une église à la fois de style roman (origine du XIIe siècle) et gothique provençal. L'église paroissiale Saint-Pierre-et-Saint-Paul fut une dépendance de l'abbaye Saint-André de Villeneuve-lès-Avignon et sa présence à Méthamis est attestée dès le début du XIIe siècle, elle a pour patron Saint Denis. Sa nef romane et son chœur gothique aux chapiteaux sculptés de tradition romane ont été inscrits monument historique le 17 septembre 1997. Au XIXe siècle ont été agrandies et rajoutées des chapelles latérales, une nouvelle sacristie et le campanile a été reconstruit entre 1875 et 1878. L'intérieur, sobre, bénéficie de la beauté de ses pierres. Elle est surmontée d'un clocher mur formant trois élégantes arcades.
Le gisement mésolithique dit de Gramari a été classé monument historique le 24 mars 1970.
Le château de Graille est situé au sud-ouest du bourg et le château de Vignal à l'est du bourg.
La chapelle de Sainte-Foi ou Sainte-Foy, à l'est du bourg daterait du XVe siècle, mais n'a pas été répertoriée par la DRAC.
Deux oratoires :
- au centre du village : Notre-Dame-de-Grâces ;
- au sud du bourg : Notre-Dame-des-Champs.

Fontaine de lombarde.
Une école ainsi que sa petite cour.
Église Saint-Pierre-et-Saint-Paul de Méthamis.

## Personnalités liées à la commune
Ernest Pignon, dit Ernest Pignon-Ernest artiste plasticien a habité au village plusieurs années, autour des années 1965.
Yvonne Burgues, qui a écrit en 1956, Les Badaïres de Méthamis, préfacé par Claude Sibertin-Blanc et édité par l'imprimerie Rullière d'Avignon. Il a été réédité par l'association Les Badaïres de Méthamis dans les années 1990.